# Blennospora drummondii
Blennospora drummondii là một loài thực vật có hoa trong họ Cúc. Loài này được (A.Br.) A.Gray mô tả khoa học đầu tiên năm 1851.